# Чемпіонат Європи з футзалу серед жінок
Чемпіонат Європи з футзалу серед жінок (англ. UEFA Women's Futsal Championship) — найпрестижніша континентальна першість світу, головне змагання національних жіночих збірних, що відбувається під патронатом УЄФА. Вперше чемпіонат Європи з футзалу серед жінок відбувся 2019 року. Так як турнір спочатку мав розігруватись кожні два роки, проведення наступного  чемпіонату мало відбутися у 2021 році, але було перенесено на 2022 рік через пандемію COVID-19. У зв'язку з відновленням ФІФА розіграшу чемпіонатів світу з футзалу та кваліфікаційних відборів до нього, періодичність проведення Євро була зменшена до одного на чотири роки. 
Найбільш титулованою командою чемпіонатів Європи з футзалу є збірна Іспанії, яка вигравала золоті медалі тричі поспіль.

## Переможці та призери
| Рік проведення | Країна               | Фінал   | Фінал              | Фінал       | Матч за третє місце | Матч за третє місце | Матч за третє місце |
| Рік проведення | Країна               | Чемпіон | Рахунок            | Друге місце | Третє місце         | Рахунок             | Четверте місце      |
| -------------- | -------------------- | ------- | ------------------ | ----------- | ------------------- | ------------------- | ------------------- |
| 2019 Детально  | Гондомар, Португалія | Іспанія | 4 – 0              | Португалія  | Росія               | 2 – 2 (пен. 3 – 2)  | Україна             |
| 2022 Детально  | Гондомар, Португалія | Іспанія | 3 – 3 (пен. 4 – 1) | Португалія  | Україна             | 2 – 1               | Угорщина            |
| 2023 Детально  | Дебрецен, Угорщина   | Іспанія | 5 – 1              | Україна     | Португалія          | 12 – 0              | Угорщина            |
| 2027 Детально  |                      |         |                    |             |                     |                     |                     |

## Результати за країнами

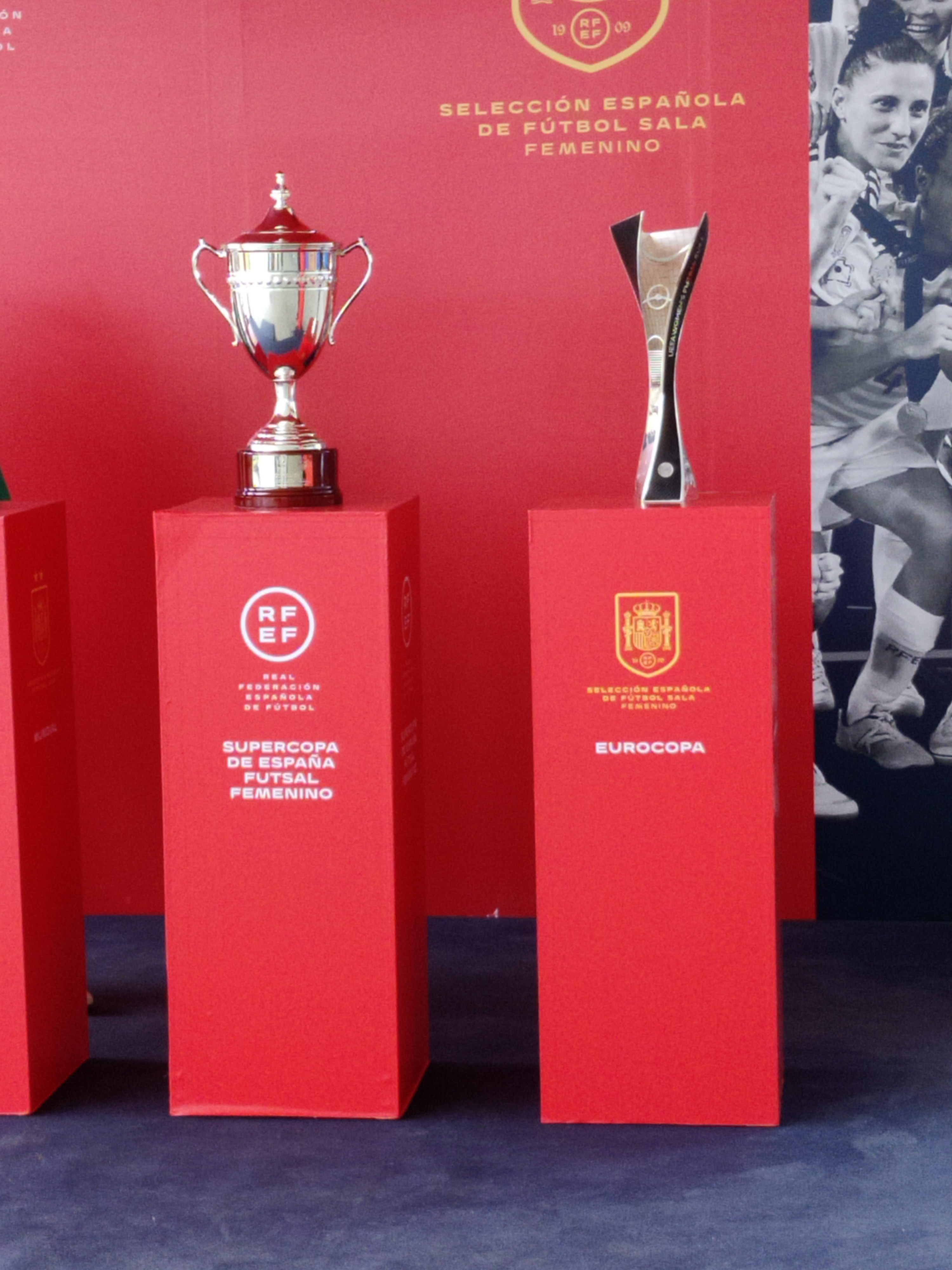
Кубок переможців жіночого футзального Євро в іспанському музеї футболу

| Команда    | Переможець           | Фіналіст       | Третє місце | Четверте місце |
| ---------- | -------------------- | -------------- | ----------- | -------------- |
| Іспанія    | 3 (2019, 2022, 2023) | –              | –           | –              |
| Португалія | –                    | 2 (2019, 2022) | 1 (2023)    | –              |
| Україна    | –                    | 1 (2023)       | 1 (2022)    | 1 (2019)       |
| Росія      | –                    | –              | 1 (2019)    | –              |
| Угорщина   | –                    | –              | –           | 2 (2022, 2023) |